# دشمن زنان
دشمن زنان (انگلیسی: Enemy of Women) یک فیلم در ژانر پروپاگاندا، درام، و زندگی‌نامه‌ای است که در سال ۱۹۴۴ منتشر شد. از بازیگران آن می‌توان به دونالد وودز، اچ.بی. وارنر، رالف مورگن، گلوریا استوارت، لستر دُر و رابرت برت اشاره کرد.